# Biografielijst Oj

## Oje
- Alonso de Ojeda (1465-1515), Spaans conquistador

## Oji
- Bram van Ojik (1954), Nederlands voormalig politicus

## Oju
- Kristiina Ojuland (1966), Estisch politica